# Długosze
Długosze (deutsch Dlugossen, 1938–1945 Langheide) ist ein Dorf in der polnischen Woiwodschaft Ermland-Masuren, das zur Gmina Prostki (Landgemeinde Prostken) im Powiat Ełcki (Kreis Lyck) gehört.

## Geographische Lage
Długosze liegt im Südosten der Woiwodschaft Ermland-Masuren, 16 Kilometer südöstlich der Kreisstadt Ełk (deutsch Lyck).

## Geschichte
Dlugossen wurde um 1480 gegründet. Von 1874 bis 1945 war das Dorf in den Amtsbezirk Wischniewen (ab 1938 Amtsbezirk Kölmersdorf) eingegliedert, der zum Kreis Lyck im Regierungsbezirk Gumbinnen (ab 1905 Regierungsbezirk Allenstein) in der preußischen Provinz Ostpreußen gehörte. Im Jahr 1910 zählte Dlugossen 430 Einwohner.
Aufgrund der Bestimmungen des Versailler Vertrags stimmte die Bevölkerung im Abstimmungsgebiet Allenstein, zu dem Dlugossen gehörte, am 11. Juli 1920 über die weitere staatliche Zugehörigkeit zu Ostpreußen (und damit zu Deutschland) oder den Anschluss an Polen ab. In Dlugossen stimmten 280 Einwohner für den Verbleib bei Ostpreußen, auf Polen entfiel keine Stimme.
Am 30. September 1928 vergrößerte sich die Landgemeinde Dlugossen um das benachbarte Gutsdorf Kossewen (1938–1945 Hasenheide, polnisch: Kosewo – nicht mehr existent), das eingemeindet wurde. Die Einwohnerzahl belief sich 1933 auf 404. Am 3. Juni (amtlich bestätigt am 16. Juli) des Jahres 1938 wurde Dlugossen aus politisch-ideologischen Gründen der Vermeidung fremdländisch klingender Ortsnamen in Langheide umbenannt. Im Jahr 1939 betrug die Einwohnerzahl 348.
In Kriegsfolge kam das Dorf 1945 mit dem gesamten südlichen Ostpreußen zu Polen und trägt seither die polnische Namensform Długosze. Heute ist es Sitz eines Schulzenamtes (polnisch Sołectwo) und als solches eine Ortschaft im Verbund der Gmina Prostki (Prostken) im Powiat Ełcki (Kreis Lyck), bis 1998 der Woiwodschaft Suwałki, seither der Woiwodschaft Ermland-Masuren zugehörig.

## Religionen
Bis 1945 war Dlugossen in die evangelische Kirche Ostrokollen (1938–1945 Scharfenrade, polnisch Ostrykół) in der Kirchenprovinz Ostpreußen der Evangelischen Kirche der Altpreußischen Union sowie in die römisch-katholische Kirche St. Adalbert in Lyck (polnisch Ełk) im Bistum Ermland eingepfarrt.
Heute gehört Dłgosze katholischerseits zur Pfarrei in Prostki (Prostken) im Bistum Ełk der Römisch-katholischen Kirche in Polen. Die evangelischen Einwohner halten sich zur Kirchengemeinde in der Kreisstadt Ełk (deutsch Lyck), einer Filialgemeinde der Pfarrei in Pisz (Johannisburg) in der Diözese Masuren der Evangelisch-Augsburgischen Kirche in Polen.

## Verkehr
Długosze liegt an der Nebenstraße 1874N, die von Prostki (Prostken) nach Kopijki (Goldenau) führt. Außerdem endet innerorts eine von Dąbrowskie (Dombrowsken, 1927–1945 Eichensee) kommende Straße. Die nächste Bahnstation ist Prostki an der Korsze–Białystok.